# نهر هربرت
نهر هربرت

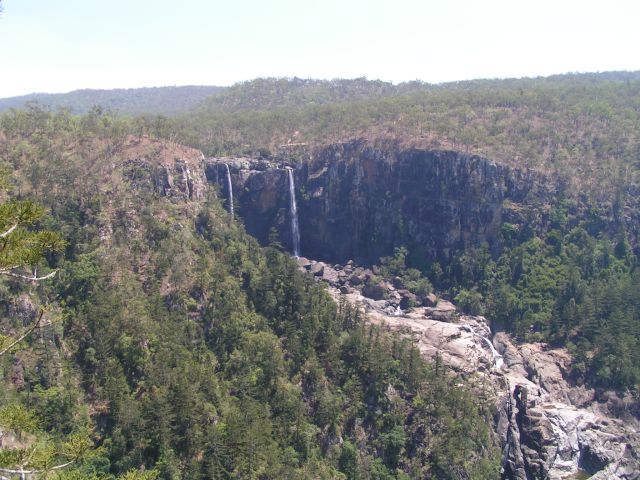
شلال بلنكو Blencoe أحد روافد نهر هربرت

نهر هربرت بالإنجليزية (Herbert River): هو نهر يقع في أقصى شمال كوينزلاند, أستراليا, سُمي على اسم روبرت جورج وينهام هربرت Robert George Wyndham Herbert 1831–1905 أول رئيس وزراء لولاية كوينزلاند, كان وليام لاندسبورو أول مستكشف تتبع مصدر النهر, يبلغ طول النهر 340 كم ومساحة الحوض 10130 كم2, ينبع النهر من ارتفاع 1070 متر من سهول أثرتونAtherton Tableland ويصب في بحر كورال.
مترجم من Herbert River